# Czarna (Lubusi vajdaság)
Czarna község Zielóna Góra megyében, a Lubusi vajdaságban, Lengyelország nyugati részén található.
A Lubusi vajdaságban elhelyezkedő Czarna község Gmina Zabór gminában (község) található. A község Zabórtól 6 km-nyire délre fekszik, míg megyeszékhelytől, Zielóna Górától 15 km-nyire keletre található.

## Fordítás
Ez a szócikk részben vagy egészben  a   Czarna, Lubusz Voivodeship című angol Wikipédia-szócikk ezen változatának fordításán alapul.  Az eredeti cikk szerkesztőit annak laptörténete sorolja fel. Ez a jelzés csupán a megfogalmazás eredetét és a szerzői jogokat jelzi, nem szolgál a cikkben szereplő információk forrásmegjelöléseként.